# Lúcio Costa
Lúcio Marçal Ferreira Ribeiro Lima Costa /ˈkɒstə/ (27 tháng 2 năm 1902 – 13 tháng 6 năm 1998) là một kiến trúc sư và quy hoạch đô thị người Brazil, người được biết đến thông qua kế hoạch quy hoạch tại thành phố Brasilia.

## Cuộc đời và sự nghiệp
Ông sinh ra tại Toulon, Pháp, trong một gia đình có cả bố và mẹ đều là người Brazil. Cha của ông là Joaquim Ribeiro da Costa, một kỹ sư hải quân đến từ Salvador, trong khi mẹ ông Alina Ferreira da Costa là người từ Manaus. Ông được đào tạo tại Trường chuyên Hoàng gia, Newcastle upon Tyne ở Anh và sau đó là Trường Đại học Quốc gia ở Montreux, Thụy Sĩ. Ông tốt nghiệp như là một kiến trúc sư vào năm 1924 tại trường Mỹ thuật Quốc gia (thuộc Đại học Liên bang Rio de Janeiro) ở Rio de Janeiro. Sau một số công trình đầu theo phong cách chiết trung, ông đã theo chủ nghĩa hiện đại vào năm 1929. Năm 1930, ông có mối quan hệ đối tác với Gregori Warchavchik, một kiến trúc sư người Brazil nhưng sinh ra ở Nga, sau đó ông trở thành giám đốc của Trường Mỹ thuật Quốc gia nơi mà ông đã học. Mặc dù ông thấy các sinh viên mong muốn được giảng dạy những phong cách mới mẻ nhưng sự phản đối của chính quyền khiến ông phải từ chức sau một năm. Sau đó ông làm tại Viện Di sản lịch sử và Nghệ thuật Quốc gia Brazil (IPHAN) vào năm 1937, rồi trở thành Giám đốc của IPHAN.
Ông quan tâm đến kiến trúc truyền thống Brazil và kỹ thuật xây dựng hiện đại, đặc biệt là các tác phẩm của Le Corbusier. Ông đã có nhiều tác phẩm đáng chú ý như Khu gian hàng của Brazil tại Triển lãm thế giới New York 1939 (thiết kế cùng với Oscar Niemeyer), tổ hợp dân cư Parque Guinle tại Rio de Janeiro năm 1948, khách sạn và công viên São Clemente ở Nova Friburgo năm 1948. Trong số các công trình quan trọng của ông phải kể đến tòa nhà Gustavo Capanema Palace tại Rio de Janeiro (1936-1943), tác phẩm được thiết kế cùng Oscar Niemeyer, Roberto Burle Marx cùng một số người khác, được đánh giá bởi Le Corbusier; và Dự án thí điểm ở Brasilia, nơi mà bản thiết kế của ông đã giành chiến thắng vào năm 1957.
Từ năm 1938 đến 1954, ông dạy hình học và vẽ tại Trường Nghệ thuật và Thủ công Mỹ nghệ São Paulo, ngôi trường có liên kết với Đại học Coimbra, nơi mà ông đã dạy đến năm 1966. Ông đã giành được huy chương và bằng khen của chính phủ Bồ Đào Nha cho những đóng góp của ông.